# Galtara somaliensis
Galtara somaliensis är en fjärilsart som beskrevs av George Francis Hampson 1916. Galtara somaliensis ingår i släktet Galtara och familjen björnspinnare. Inga underarter finns listade i Catalogue of Life.